# 阿杰梅尔
阿杰梅尔（羅馬化：Ajmer）是印度拉贾斯坦邦的一座城市。